# 松下ヨシナリ
松下 ヨシナリ（まつした ヨシナリ、本名：松下佳成、1969年8月15日 - 2013年5月27日）は、日本のグラフィックデザイナー、オートバイレーサー、モーターサイクルジャーナリスト。東京都出身。埼玉県さいたま市浦和区在住。

## 来歴
中学時代に見たバイク雑誌がきっかけでバイクに興味を持つ。高校は浦和学院高等学校に野球部の特待生で進学し2年の時に投手としてマウンドに立つも肩の靱帯を切断しマウンドを降りる。卒業後に自動二輪中型限定（現普通自動二輪）を取得しスズキ・ガンマ88に初めて乗るも事故により骨折入院の重傷を負う。その後、友人の勧めもありスズキ・グース350でバイクに復帰する。
2008年にはもてぎ7時間耐久レースにおいて優勝する。2009年にはマン島TTレースに初参戦するも、転倒し瀕死の重傷を負う。2010年からリハビリに専念し、2011年にマン島TTレースにプロッツァの「TT零11」で再び挑戦し、TT-ZERO電動バイク部門で5位に入る。2012年にはスーパーバイククラスで完走39位中36位、スーパーストックTTは42位で完走、TT-ZEROはMIRAIの「TT零12」で参戦するもマシントラブルでリタイア。同年の鈴鹿8時間耐久ロードレースでチームTRASより参加し18位で完走している。次のル・マン24時間耐久ロードレースでも9位で完走。
2013年に三度目のマン島TTレースに参加するも予選でバラクライ・ベントにおいてジャンプする際、着地に失敗し転倒、マシンは道路標識の左側に衝突し、松下は即死状態であった。これによりプラクティスは中止となり、初音ミクとコラボしたMIRAIの痛バイク「TT零13」で出走予定であったが乗ることができず急きょ、親交の深かったイアン・ロッカーが代走した。